# Сабіха Касиматі
Сабіха Касиматі (алб. Sabiha Kasimati; нар. 15 вересня 1912, Едірне — пом. 26 лютого 1951, Тирана) — албанська вчена-іхтіолог, перша албанка, яка здобула вищу освіту.
Шкільна подруга Енвера Ходжі і політична опонентка його режиму. Вбита албанською таємною поліцією Сігурімі в ході різанини 1951 року. Після повалення комуністичного режиму в Албанії реабілітована і посмертно нагороджена орденом «Честь нації».

## Навчання
Сабіха Касиматі народилася 1912 року в родині відомого албанського лікаря Абдуррахмана Касиматі. Батько і дід Сабіхи були відомі як ліберальні інтелектуали. З дитинства Сабіха Касиматі була орієнтована на здобуття освіти, заняття науковою діяльністю, прагнула вести активне громадське життя.
У 1927 році Сабіха Касиматі вступила до французького ліцею в Корчі. Вона навчалася разом з Енвером Ходжею, підтримувала з ним дружні стосунки. Закінчивши ліцей 1930 року, працювала шкільною вчителькою. Викладала французьку мову й етику. З 1933 року займалася зоологічними та іхтіологічними дослідженнями в албано-американському інституті Каваї.
Отримавши державну стипендію, у 1935 році Сабіха Касиматі вирушила до Італії. Вивчала біологію та іхтіологію в Туринському університеті. У 1940 році Сабіха захистила докторську дисертацію з питання водної фауни Албанії. Сабіха Касиматі стала першою албанської жінкою, яка здобула вищу освіту.

## Наукова робота
Відмовившись від пропозиції працювати в США, Сабіха Касиматі повернулася на батьківщину. Викладала в Інституті імені Доніки Кастріоті. У 1940-х роках перебувала на лікуванні в Больцано. У 1945 році повернулася до Албанії.
З 1947 року Сабіха Касиматі працювала в тиранському Інституті наукових досліджень. Її іхтіологічні роботи відіграли помітну роль у розвитку албанського риболовного господарства. Вчена склала каталог албанських риб, що включав 257 видів.

## Політична опозиційність
Сабіха Касиматі мала вкрай негативне відношення до режиму, встановленого албанською комуністичною партією (АПТ). Особливе її обурення викликали переслідування інтелігенції. Вона відкрито вела відповідні розмови, вимагала зустрічі з лідером режиму Енвером Ходжею для того, щоб висловити свою критику напряму.
19 лютого 1951 року члени антикомуністичної підпільної організації Національна єдність Хюсен Лула та Казім Лачі влаштували вибух у посольстві СРСР в Тирані. Жертв і серйозних руйнувань теракт не спричинив. Однак політбюро ЦК Албанської партії праці на екстреному засіданні ухвалило рішення про широкомасштабні репресії і страти опозиціонерів. До складеного списку включили також й ім'я Сабіхи Касиматі. 20 лютого вона була заарештована Сігурімі.

## Арешт і вбивство
За свідченнями джерел, Сабіха Касиматі мала твердий характер і на слідстві трималася мужньо. Вона підтвердила своє опозиційне відношення до комуністичного режиму.

Я проти «народної влади», я відкидаю її ідеологію. Ніколи не вірила в прогресивність революційного соціалізму. Я вивчала біологію, і тому прихильниця природної еволюції. Шлях до соціалізму — насильство, знищує демократію!
Сабіха Касиматі

Заарештованим фактично не пред'являлося конкретних звинувачень і не проводилося навіть формального суду. У ніч на 26 лютого 1951 року Сабіха Касиматі була розстріляна Сігурімі у складі групи з 21-ї людини. Вона була єдиною жінкою серед жертв кари без слідства і суду.

## Увічнення пам'яті
У 1991 році, в ході демонтажу комуністичного режиму в Албанії, ті, що загинули в ході лютневої різанині 1951 року, були офіційно визнані невинними. У 2008 році президент Албанії Бамір Топі видав указ про їх посмертне нагородження орденом «Честь нації».
Спадщина
Сабіхі Касиматі приписують створення ідеї Національного музею науки Албанії. У жовтні 2018 року було оголошено, що Албанському національному музеї науки буде присвоєно її ім'я.